# 안토니오스 니코폴리디스
안토니오스 니코폴리디스(그리스어: Αντώνιος Νικοπολίδης, 1971년 1월 14일, 아르타 ~)는 은퇴한 그리스의 축구 선수로, 현역 시절 골키퍼로 활약했으며, 현재 축구 감독이다.
그는 그리스의 골키퍼들 중 역대 최고로 손꼽히며, 국가대표팀 역사상 최다 출전 기록을 가진 골키퍼로, UEFA 유로 2004 우승에 지대한 영향을 끼쳤다.

## 클럽 경력

### 아나옌니시 아르타
니코폴리디스는 고향 인근 클럽인 아나겐니시 아르타에서 첫 발을 내디뎠고, 이곳에서 1989년 여름에 파나티나이코스로 이적했다.

### 파나티나이코스
그는 1990-91 시즌, 자신의 미래를 함께할 올림피아코스와의 경기에서 데뷔했다. 파나티나이코스 선수로써의 첫 시즌에 그는 요제프 반트지크의 백업이었다. 1995년, 그는 파나티나이코스 소속으로 5경기를 치르고 리그 우승을 거두었고, 이듬해에는 3차례 출전하고 타이틀 방어에 도움을 주었다. 그러나, 26세의 나이가 된 1997-98 시즌 전까지 그는 주전 문지기 자리를 확보하지 못했었다. UEFA 챔피언스리그 2001-02에서, 그는 팀의 8강 진출에 기여했으나, 2003-04 시즌에 그는 코스타스 할키아스에게 주전 자리를 내주고, 계약 협상이 결렬되었다.
파나티나이코스는 그에게 연간 €400,000의 계약을 제안했으나, 급여 인상에도 불구하고, 그는 자신의 15년동안 팀에 대한 기여도와 자신의 시장 가치에 적합하지 않다고 생각했다. 그는 보드진의 제의를 즉시 받아들이지 않음에 따라 의심을 사고 2003-04 시즌 잔여 기간 동안 벤치에 머물게 되었다. 그리스 스포츠 언론들과 파나티나이코스 팬들은 이 갈등에 대해 처음에 그의 편을 들어 바르디노얀니스 회장을 비판했다.
UEFA 유로 2004 직전, 니코폴리디스가 라이벌 구단 올림피아코스와 접촉했다는 루머가 돌았다. 나중에, 그는 대회 직전에 연간 €600,000짜리 3년 계약을 체결한 것으로 확인되었다. 그 이후로, 2003-04 시즌 팀이 더블을 달성하고 세레모니를 하는 와중에 니코폴리디스가 트로피를 들어올리자 다수의 팬들은 야유를 퍼부으며 그에 실망을 표출하였다.

### 올림피아코스
UEFA 유로 2004에서 그리스가 트로피를 들어올리는데 지대한 공을 세운 후, 니코폴리디스는 올림피아코스에 합류했고, 한때 라이벌이었던 구단에게 즉시 인상적인 활약을 선보였다. 그는 친정팀과의 첫 더비 경기에서 무실점으로 틀어막았고, 2년 연속 더블을 달성해, 자신을 두 개의 다른 클럽에서 3년 연속으로 더블을 달성한 유일한 그리스 선수로 이름을 올렸다.
새 클럽에서, 니코폴리디스는 주요 경기에서 승부에 영향을 끼치는 선방을 하는 것으로 명성을 쌓았다. 페널티킥 선방 능력을 보이며, 니코폴리디스는 로마, 레알 마드리드, 그리고 로센보르그를 상대로 페널티킥을 선방해내며, UEFA 챔피언스리그에서 올림피아코스 선수로는 페널티킥으로 실점하지 않은 선수로 이름을 올리게 했다. 2007-08 시즌, 그는 그리스 리그 역사상 한 시즌 최다 페널티킥 선방 기록 동률을 달성했는데, 이 중 PAOK전과 친정팀 파나티나이코스전에서의 선방도 포함되었다. 니코폴리디스는 2009-10 시즌 후 은퇴할 계획을 밝혔다.
그러나, 그는 소크라티스 코칼리스의 고집으로 은퇴하겠다는 자신의 결정을 번복하였다. 베테랑 수문장은 은퇴를 1년 연기해, 우승으로 경력에 마침표를 찍겠다고 선언했다. 그는 6월 16일 연장 계약을 맺어 올림피아코스에 2010-11 시즌까지 남게 되었다.
그는 2010년 12월 14일, 그리스 카라이스카키스 스타디움에서 열린 "빈곤을 상대로 한 8번째 경기"라는 국제 경기에서 UNDP팀의 골키퍼를 맡았다.
2011년 1월, IFFHS는 니코폴리디스가 포함된 10년간 최우수 골키퍼 명단을 발표했다. 그의 이름은 1987년부터 2011년까지 활약했던 최우수 골키퍼 목록에도 있었다.
2011년 3월 20일, 올림피아코스는 라이벌 구단 AEK와의 카라이스카키스 스타디움 홈경기에서 6-0으로 이기며 리그 우승을 확정지었다.
2011년 4월 17일, 6-0으로 이긴 라리사와의 카라이스카키스 스타디움 홈경기에서 은퇴 경기를 펼쳤다. 그는 올림피아코스 팬들에게 작별 인사를 할 수 있도록, 막판에 메제리 벌라주와 교체되었다.
올림피아코스의 주장으로써, 그는 경기 후 리그 트로피를 수여받았다.

## 국가대표팀 경기
1999년 8월 18일, 그는 엘살바도르와의 경기에서 그리스 국가대표팀 데뷔전을 치렀다.
그는 2002년 FIFA 월드컵과 UEFA 유로 2004의 예선전에 출전했었고, 후자의 대회에서 그리스는 본선에 진출했다. 니코폴리디스는 포르투갈에서 열린 대회에서 그리스가 우승하는데에 초석 같은 역할을 해냈고, 토너먼트전에서는 단 한골도 실점하지 않았다. 그는 UEFA 유로 2004 올스타 팀 골키퍼로 선정되기도 했다.
테오도로스 자고라키스의 은퇴 이후, 그는 국가대표팀 주장으로 임명되었다.
2002년 세계 XI 경기에 출전하기도 했느데, 이는 그리스 선수로써는 드문 일이었다.
니코폴리디스는 그리스 축구 국가대표팀 역사상 가장 많은 경기에 출전한 골키퍼이다. (은퇴 전까지 90경기를 출전했다.)
2008년 6월 15일, 니코폴리디스는 UEFA 유로 2008 종료 후 국가대표팀 은퇴를 선언했는데, 그는 그는 대회 시작 전부터 이 결정을 지었고, 그리스 국가대표팀에 대대적인 변화가 필요한 시간이라고 덧붙였다.

## 감독 경력
은퇴 후, 그는 2012년에 올림피아코스의 수석 코치가 되었다. 2013년 1월, 그는 리우나르두 자르딩 감독의 해임 후 감독 대행직을 맡게 되었다. 미첼이 신임 감독으로 부임 후, 그는 다시 팀의 수석 코치가 되었다.
2012-13 시즌이 끝난 후, 니코폴리디스는 감독직을 시작하기 위해 올림피아코스를 떠났다.

## 경력 통계
| 클럽 경력 | 클럽 경력         | 클럽 경력   | 리그 | 리그 | 컵        | 컵        | 대륙 | 대륙 | 합계 | 합계 |
| 시즌      | 클럽              | 리그        | 출장 | 골   | 출장      | 골        | 출장 | 골   | 출장 | 골   |
| 그리스    | 그리스            | 그리스      | 리그 | 리그 | 그리스 컵 | 그리스 컵 | 유럽 | 유럽 | 합계 | 합계 |
| --------- | ----------------- | ----------- | ---- | ---- | --------- | --------- | ---- | ---- | ---- | ---- |
| 1987–88   | 아나겐니시 아르타 | 풋볼 리그 2 | 16   | 0    |           |           |      |      |      |      |
| 1988–89   | 아나겐니시 아르타 | 풋볼 리그 2 | 33   | 0    |           |           |      |      |      |      |
| 1989–90   | 파나티나이코스    | 수페르리가  | 5    | 0    |           |           |      |      |      |      |
| 1990–91   | 파나티나이코스    | 수페르리가  | 0    | 0    |           |           |      |      |      |      |
| 1991–92   | 파나티나이코스    | 수페르리가  | 0    | 0    |           |           |      |      |      |      |
| 1992–93   | 파나티나이코스    | 수페르리가  | 0    | 0    |           |           |      |      |      |      |
| 1993–94   | 파나티나이코스    | 수페르리가  | 0    | 0    |           |           |      |      |      |      |
| 1994–95   | 파나티나이코스    | 수페르리가  | 5    | 0    |           |           |      |      |      |      |
| 1995–96   | 파나티나이코스    | 수페르리가  | 3    | 0    |           |           |      |      |      |      |
| 1996–97   | 파나티나이코스    | 수페르리가  | 7    | 0    | 1         | 0         |      |      |      |      |
| 1997–98   | 파나티나이코스    | 수페르리가  | 25   | 0    | 2         | 0         |      |      |      |      |
| 1998–99   | 파나티나이코스    | 수페르리가  | 19   | 0    | 1         | 0         |      |      |      |      |
| 1999-00   | 파나티나이코스    | 수페르리가  | 28   | 0    | 2         | 0         |      |      |      |      |
| 2000–01   | 파나티나이코스    | 수페르리가  | 25   | 0    | 2         | 0         | 9    | 0    | 34   | 0    |
| 2001–02   | 파나티나이코스    | 수페르리가  | 26   | 0    | 2         | 0         | 14   | 0    | 40   | 0    |
| 2002–03   | 파나티나이코스    | 수페르리가  | 28   | 0    | 1         | 0         | 2    | 0    | 30   | 0    |
| 2003–04   | 파나티나이코스    | 수페르리가  | 18   | 0    | 1         | 0         | 5    | 0    | 23   | 0    |
| 2004–05   | 올림피아코스      | 수페르리가  | 29   | 0    | 6         | 0         | 10   | 0    | 45   | 0    |
| 2005–06   | 올림피아코스      | 수페르리가  | 29   | 0    | 7         | 0         | 5    | 0    | 41   | 0    |
| 2006–07   | 올림피아코스      | 수페르리가  | 28   | 0    | 2         | 0         | 6    | 0    | 36   | 0    |
| 2007–08   | 올림피아코스      | 수페르리가  | 28   | 0    | 3         | 0         | 8    | 0    | 39   | 0    |
| 2008–09   | 올림피아코스      | 수페르리가  | 28   | 0    | 7         | 0         | 6    | 0    | 41   | 0    |
| 2009–10   | 올림피아코스      | 수페르리가  | 32   | 0    | 0         | 0         | 12   | 0    | 44   | 0    |
| 2010–11   | 올림피아코스      | 수페르리가  | 6    | 0    | 3         | 0         | 3    | 0    | 12   | 0    |
| 합계      | 그리스            | 그리스      | 418  | 0    | 40        | 0         | 80   | 0    | 538  | 0    |
| 경력 합계 | 경력 합계         | 경력 합계   | 418  | 0    | 40        | 0         | 80   | 0    | 538  | 0    |

## 수상

### 클럽
파나티나이코스
- 수페르리가 엘라다: 1989-90, 1990-91, 1994-95, 1995-96, 2003-04
- 그리스 컵: 1990-91, 1992-93, 1993-94, 1994-95, 2003-04
- 그리스 슈퍼컵: 1993, 1994

올림피아코스
- 수페르리가 엘라다: 2004-05, 2005-06, 2006-07, 2007-08, 2008-09, 2010-11
- 그리스 컵: 2004-05, 2005-06, 2007-08, 2008-09
- 그리스 슈퍼컵: 2007

### 국가대표팀
- UEFA 유럽 축구 선수권 대회: 2004

### 개인
- 그리스 최우수 골키퍼 1999-2000, 2001-02, 2002-03, 2003-04, 2004-05, 2005-06, 2007-08, 2008-09 (최다 기록)
- UEFA 유럽 축구 선수권 대회 토너먼트의 팀: 2004

### 수석 코치
- 수페르리가 엘라다: 2012-13
- 그리스 컵: 2012-13